# Carl Bechstein
Friedrich Wilhelm Carl Bechstein (1er juin 1826 - 6 mars 1900) est le concepteur des pianos Bechstein, et fondateur de l'entreprise C. Bechstein Pianofortefabrik.

## Biographie
Carl Bechstein est né le 1er juin 1826 à Gotha, en Allemagne. Il étudie et travaille en France et au Royaume-Uni comme artisan pianiste, avant de devenir artisan indépendant. Ses premiers pianos ont été fabriqués pour d'autres sociétés. De 1844 à 1848, il travaille à Dresde pour un petit vendeur de pianos, puis emménage à Berlin afin de travailler chez Klavierfabrik Perau.
L'entreprise de pianos C. Bechstein est fondé le 1er octobre 1853 par Carl Bechstein à Berlin. Carl Bechstein se focalise sur la fabrication de pianos capable de résister aux grandes exigences imposées par des virtuoses de l'époque, comme Franz Liszt. En 1857, Hans von Bülow (le beau-fils de Liszt) effectue une première prestation avec un grand piano Bechstein en y jouant Sonate pour piano en si mineur de Liszt à Berlin.
En 1870, avec l'utilisation de ces instruments par Franz Liszt et Hans von Bülow, les pianos Bechstein se popularisent dans les concerts halls. En ce temps-là, trois sociétés de pianos à notoriété mondiale sont recensés : Bechstein, Blüthner et Steinway & Sons,.
En 1880, une seconde usine ouvre à Berlin, et la troisième ouvre en 1897 à Berlin Kreuzberg. En 1885, Bechstein fournit pour la première fois un piano pour Victoria du Royaume-Uni. Un piano décoré est livré au palais de Buckingham, puis d'autres pianos Bechstein sont livrés au château de Windsor et dans d'autres résidences royales,. En janvier 1886, la société devient l'une des seuls au monde à être labellisé comme fournisseurs de la Reine. Également en 1885, Bechstein ouvre une boutique à Londres, au Royaume-Uni, qui s'accroit finalement pour devenir leader dans son domaine en Europe, puis ouvre dans d'autres villes comme Paris et Saint-Pétersbourg. À Londres, la société dépense 100 000 £ pour la construction du Bechstein Hall.

## Filmographie
- Flügel für den Weltmarkt (portrait de l’entreprise C. Bechstein)[11]
- Ein Klavier geht um die Welt, documentaire, Allemagne, 2008, 45 min. Réalisation : Michael Busse et Maria-Rosa Bobbi. Diffusé pour la première fois par WDR, le 28 avril 2008.